# Nervo grande petroso
Nell'anatomia umana il  nervo grande petroso  (o nervo grande petroso superficiale) è un nervo presente nel cranio.
È una diramazione del nervo faciale (settimo paio di nervi cranici) posta all'interno della rocca petrosa dell'osso temporale.

## Decorso
Stacca a livello del ganglio genicolato del nervo faciale portando con sé fibre motorie e parasimpatiche (rispettivamente dal nucleo motore del nervo faciale e dal nucleo muconasolacrimale); lungo il suo tragitto contrae anastomosi con il nervo petroso profondo (originatosi dal plesso carotideo interno, prevalentemente simpatico vasomotorio) dando così origine al nervo del canale pterigoideo (o nervo vidiano).
Tale nervo arriva così al ganglio pterigo-palatino (o sfenopalatino), dal quale tali fibre, divenute postgangliari, si uniranno al nervo zigomatico (ramo del nervo mascellare, seconda branca del nervo trigemino) portandosi prima al nervo zigomaticotemporale, ramo terminale dello zigomatico, e poi, per via di un'anastomosi, al nervo lacrimale, giungendo infine alla ghiandola lacrimale.
Dal ganglio pterigo-palatino origineranno anche fibre postgangliari parasimpatiche dirette alle ghiandole della mucosa nasale e alle ghiandole palatine (ghiandole mucosecretorie).

## Patologia
Con il termine nevralgia del nervo grande petroso si indicava la cefalea a grappolo